# Кубок Ковпака
Кубок Ковпака — змагання з конкуру, що у 2-й половині 2000-х років проводилися щорічно у смт Котельві Полтавської області на честь Ковпака Сидіра Артемовича.

## 2010
Змагання з конкуру (долання вершниками перешкод) на Кубок ім. С. А. Ковпака проходили у рамках святкових заходів до Дня молоді та Дня Конституції. Відбувались вони 26 червня на стадіоні Котелевської гімназії. Кубок та інші нагороди виборювали 16 спортсменів з п’яти команд, які представляли Глобинський, Котелевський та Миргородський райони, а також міста Комсомольськ і Кременчук.
А переможцями і призерами змагань стали:
- на маршруті №1 (для спортсменів до 18 років): Марія Міхальова (Кременчук) — 1-е місце, Дмитро Олійник (Котельва) — 2-е, Юлія Кривонос (Кременчук) — 3-є;
- на маршруті №1 (для дорослих спортсменів): Оксана Андреєва (Кременчук) — 1 місце, Оксана Гарькава (Кременчук) — 2-е, Вадим Луцкевич (Миргородський лісгосп) — 3-є;
- на маршруті №2: Вадим Луцкевич — 1-е місце, Антон Невченко (Кременчук) — 2-е, Віктор Панамаренко (Котельва) — 3-є;
- на маршруті №3 (найскладнішому — з найвищою висотою перешкод): Вадим Луцкевич — 1 місце, Віктор Панамаренко — 2-е, Анатолій Деркач (Миргородський лісгосп) — 3-є.
- Головний приз — Кубок імені С. А. Ковпака виборов В. Луцкевич. Він тепер хоч і представляє команду іншого району, але до цього, впродовж тривалого часу, разом з батьками Ігорем та Надією багато зробив для становлення кінного спорту на Котелевщині.
- Приз «За волю до перемоги» отримала наймолодша учасниця змагань — Ірина Панамаренко.

В зв'язку з ліквідацією кінного господарства в 2012 році організація і проведення змагань зупинені і більше не існують.